# Приз женской НБА за лидерство в сообществе
Приз женской НБА за лидерство в сообществе (англ. Dawn Staley Community Leadership Award) — ежегодная награда, вручаемая лучшему игроку женской национальной баскетбольной ассоциации (ЖНБА), который вдохновляет свою команду на победу, отражает лидерские качества, спортивный дух, благотворительные усилия и любовь к игре, она была учреждена в сезоне 2008 года, а её первой обладательницей стала Тамика Кэтчингс из команды «Индиана Фивер». Эта премия также известная как Награда имени Дон Стэйли, она была так названа в честь Дон Стэйли, которая во время своей спортивной карьеры демонстрировала все эти качества на баскетбольной площадке. Действующим обладателем этого приза является Эйжа Уилсон из клуба «Лас-Вегас Эйсес».
Лишь два игрока, Тамика Кэтчингс и Елена Делле Донн выигрывали эту награду по два раза. Чаще других обладателями данного трофея становились баскетболистки команды «Индиана Фивер» (4 раза), «Коннектикут Сан» (3 раза), а клубов «Чикаго Скай», «Вашингтон Мистикс» и «Лас-Вегас Эйсес» (по 2 раза).

## Легенда к списку
| ^         | Помечены игроки, выступающие в женской НБА по сей день |
| *         | Избраны в Зал славы баскетбола                         |
| Игрок (X) | Количество побед в этой номинации игроком или командой |

## Победители
| Сезон | Игрок                                      | Национальность                             | Позиция                                    | Команда                                    | Ссылки                                     |
| ----- | ------------------------------------------ | ------------------------------------------ | ------------------------------------------ | ------------------------------------------ | ------------------------------------------ |
| 2008  | Тамика Кэтчингс*                           | США                                        | Форвард                                    | Индиана Фивер                              | [ 1 ]                                      |
| 2009  | Тамика Реймонд                             | США                                        | Форвард                                    | Коннектикут Сан                            | [ 2 ]                                      |
| 2010  | Чамик Холдскло                             | США                                        | Форвард                                    | Сан-Антонио Силвер Старз                   | [ 3 ]                                      |
| 2011  | Шарди Хьюстон                              | США                                        | Форвард                                    | Миннесота Линкс                            | [ 4 ]                                      |
| 2012  | Тина Чарльз^                               | США                                        | Центровая                                  | Коннектикут Сан (2)                        | [ 5 ]                                      |
| 2013  | Кара Лоусон                                | США                                        | Защитник                                   | Коннектикут Сан (3)                        | [ 6 ]                                      |
| 2014  | Елена Делле Донн                           | США                                        | Форвард                                    | Чикаго Скай                                | [ 7 ]                                      |
| 2015  | Елена Делле Донн (2)                       | США                                        | Форвард                                    | Чикаго Скай (2)                            | [ 8 ]                                      |
| 2016  | Тамика Кэтчингс* (2)                       | США                                        | Форвард                                    | Индиана Фивер (2)                          | [ 9 ]                                      |
| 2017  | Айвори Латта                               | США                                        | Защитник                                   | Вашингтон Мистикс                          | [ 10 ]                                     |
| 2018  | Скайлар Диггинс^                           | США                                        | Защитник                                   | Даллас Уингз                               | [ 11 ]                                     |
| 2019  | Наташа Клауд^                              | США                                        | Защитник                                   | Вашингтон Мистикс (2)                      | [ 12 ]                                     |
| 2020  | Натали Ачонва^                             | США                                        | Форвард                                    | Индиана Фивер (3)                          | [ 13 ]                                     |
| 2021  | В этом сезоне лауреат награды не выбирался | В этом сезоне лауреат награды не выбирался | В этом сезоне лауреат награды не выбирался | В этом сезоне лауреат награды не выбирался | В этом сезоне лауреат награды не выбирался |
| 2022  | Бетнайджа Лейни^                           | США                                        | Защитник / Форвард                         | Нью-Йорк Либерти                           | [ 14 ]                                     |
| 2023  | Келси Митчелл^                             | США                                        | Защитник                                   | Индиана Фивер (4)                          | [ 15 ]                                     |
| 2024  | Эйжа Уилсон^                               | США                                        | Форвард                                    | Лас-Вегас Эйсес (2)                        | [ 16 ]                                     |